# Othis
Othis és un municipi francès, situat al departament de Sena i Marne i a la regió de Illa de França. L'any 2007 tenia 6.501 habitants.
Forma part del cantó de Mitry-Mory, del districte de Meaux i de la Comunitat d'aglomeració Roissy Pays de France.

## Demografia

### Població
El 2007 la població de fet d'Othis era de 6.501 persones. Hi havia 2.250 famílies, de les quals 373 eren unipersonals (143 homes vivint sols i 230 dones vivint soles), 560 parelles sense fills, 1.071 parelles amb fills i 246 famílies monoparentals amb fills.
La població ha evolucionat segons el següent gràfic:
Habitants censats

### Habitatges
El 2007 hi havia 2.344 habitatges, 2.285 eren l'habitatge principal de la família, 14 eren segones residències i 45 estaven desocupats. 1.961 eren cases i 378 eren apartaments. Dels 2.285 habitatges principals, 1.770 estaven ocupats pels seus propietaris, 484 estaven llogats i ocupats pels llogaters i 30 estaven cedits a títol gratuït; 52 tenien una cambra, 151 en tenien dues, 162 en tenien tres, 698 en tenien quatre i 1.222 en tenien cinc o més. 1.974 habitatges disposaven pel capbaix d'una plaça de pàrquing. A 982 habitatges hi havia un automòbil i a 1.161 n'hi havia dos o més.

### Piràmide de població
La piràmide de població per edats i sexe el 2009 era:
| Homes | Edats   | Dones |
| ----- | ------- | ----- |
| 0     | 95 o +  | 4     |
| 0     | 90 a 94 | 8     |
| 4     | 85 a 89 | 8     |
| 4     | 80 a 84 | 4     |
| 12    | 75 a 79 | 28    |
| 52    | 70 a 74 | 40    |
| 52    | 65 a 69 | 60    |
| 140   | 60 a 64 | 104   |
| 216   | 55 a 59 | 184   |
| 256   | 50 a 54 | 324   |
| 236   | 45 a 49 | 224   |
| 256   | 40 a 44 | 256   |
| 332   | 35 a 39 | 320   |
| 260   | 30 a 34 | 316   |
| 220   | 25 a 29 | 212   |
| 200   | 20 a 24 | 236   |
| 284   | 15 a 19 | 244   |
| 244   | 10 a 14 | 256   |
| 280   | 5 a 9   | 252   |
| 184   | 0 a 4   | 216   |

## Economia
El 2007 la població en edat de treballar era de 4.527 persones, 3.462 eren actives i 1.065 eren inactives. De les 3.462 persones actives 3.225 estaven ocupades (1.619 homes i 1.606 dones) i 237 estaven aturades (116 homes i 121 dones). De les 1.065 persones inactives 344 estaven jubilades, 450 estaven estudiant i 271 estaven classificades com a «altres inactius».

### Ingressos
El 2009 a Othis hi havia 2.253 unitats fiscals que integraven 6.586 persones, la mediana anual d'ingressos fiscals per persona era de 23.065 €.

### Activitats econòmiques
Dels 144 establiments que hi havia el 2007, 2 eren d'empreses alimentàries, 6 d'empreses de fabricació d'altres productes industrials, 13 d'empreses de construcció, 38 d'empreses de comerç i reparació d'automòbils, 20 d'empreses de transport, 7 d'empreses d'hostatgeria i restauració, 3 d'empreses d'informació i comunicació, 5 d'empreses financeres, 5 d'empreses immobiliàries, 10 d'empreses de serveis, 18 d'entitats de l'administració pública i 17 d'empreses classificades com a «altres activitats de serveis».
Dels 39 establiments de servei als particulars que hi havia el 2009, 1 era una oficina de correu, 3 oficines bancàries, 5 tallers de reparació d'automòbils i de material agrícola, 1 autoescola, 3 paletes, 2 guixaires pintors, 5 lampisteries, 1 electricista, 4 perruqueries, 2 veterinaris, 5 restaurants, 3 agències immobiliàries, 1 tintoreria i 3 salons de bellesa.
Dels 14 establiments comercials que hi havia el 2009, 1 era, 2 supermercats, 1 un supermercat, 1 una botiga de menys de 120 m², 1 una peixateria, 1 una llibreria, 1 una botiga de roba, 1 una botiga d'equipament de la llar, 1 un drogueria i 4 floristeries.
L'any 2000 a Othis hi havia 7 explotacions agrícoles que ocupaven un total de 330 hectàrees.

## Equipaments sanitaris i escolars
Els 2 equipaments sanitaris que hi havia el 2009 eren farmàcies.
El 2009 hi havia 2 escoles maternals i 3 escoles elementals. Othis disposava d'un col·legi d'educació secundària amb 569 alumnes.

## Poblacions més properes
El següent diagrama mostra les poblacions més properes.